# Le Lièvre et la Tortue (jeu)
Pour les articles homonymes, voir Le Lièvre et la Tortue.
Le Lièvre et la Tortue est un jeu de société créé par David Parlett en 1974 et publié en français par Ravensburger en 1979.
C'est un jeu pour 2 à 6 joueurs, à partir de 8 ans. Une partie dure environ 60 minutes.
Le Lièvre et la Tortue est un des premiers jeux de course où le hasard est totalement absent. Les joueurs peuvent faire appel au hasard mais il est possible de s'en passer totalement. Les joueurs décident librement de combien de cases ils souhaitent avancer. Plus ils souhaiteront avancer loin, plus le coût à payer sera important.

## Anecdote
Le jeu a connu de nombreuses versions. Si l'un des protagonistes était toujours un lièvre, l'autre était parfois une tortue et parfois un hérisson, selon les pays.
Il y a même eu une version pirate tchèque où les salades étaient curieusement remplacées par des pommes.

## Règles du jeu
Pour 2 à 6 joueurs.
À partir de 8 ans.

### Contenu
- 1 plan de jeu
- 120 cartes de jeu
  - 90 cartes "carottes" : l'énergie pour avancer
  - 18 cartes "salade" : chaque joueur doit s'arrêter en route pour manger 3 salades
  - 12 cartes "lièvre" : les cartes de chance ; dans certaines versions, les cartes de chance sont remplacées par un tableau d'évènements déterminés par la place dans la course et un tirage aléatoire
- 6 tablettes de course : indiquant le nombre de carottes nécessaires pour le nombre de cases avancées
- 6 pions de couleur

### Idée générale du jeu
Pour gagner, il ne faut pas forcément être en tête de la course. Des gains importants sont d'ailleurs réservés aux joueurs se trouvant en fin de peloton.
Le jeu n'est régi par aucun hasard... sauf si un joueur décide d'aller sur une case lapin qui lui permettra de tirer une carte chance.
On avance en dépensant des carottes. Plus l'avancée est rapide plus la dépense est importante. Pour avancer de N cases, il faut en effet dépenser Nx(N+1)/2 carottes, par exemple 1 carotte pour une case, 15 carottes pour 5 cases, 55 carottes pour 10 cases, etc.
Les carottes sont en nombre insuffisant. Il faut en gagner en route, soit en reculant, soit en prévoyant sa place dans la course.

### But du jeu
Parvenir le premier sur la ligne d'arrivée après avoir mangé ses trois salades et en possédant moins de 10 carottes.

### Préparation du jeu
Chaque joueur reçoit 1 pion, 1 tablette de course, 3 cartes "salade" qu'il devra consommer avant l'arrivée et 68 carottes (pour 3 ou 4 joueurs) ou 98 carottes (pour 5 ou 6 joueurs). Le reste des carottes forme la banque.
Chacun garde ses cartes cachées.
Les cartes lièvres forment une pioche face cachée.

### Déroulement du jeu
Chaque joueur à son tour décide s'il avance, s'il recule ou s'il ne bouge pas.
Chaque case ne peut être occupée que par un seul pion.
Avancer
On peut avancer sur toutes les cases sauf les cases "tortues".
Pour avancer, il faut payer en carottes. Le nombre, en fonction des cases parcourues, est indiqué sur la tablette de
course. Pour avancer de N cases, il faut payer {\displaystyle \sum _{k=1}^{N}k}
Reculer
On ne peut reculer que sur la case "tortue" la plus proche, à condition qu'elle soit libre.
Un joueur qui recule ne paie pas de carottes mais il en reçoit 10 fois le nombre de cases reculée, par exemple 20 carottes en reculant de 2 cases.
Rester sur place
Cela n'est possible que si on se trouve sur une case carottes. On choisit alors de gagner ou de perdre 10 carottes.

### La signification des cases
Toutes les cases sont illustrées.
Les cases "lièvres"
Un joueur qui choisit d'aller sur une case lièvre tire une carte de chance (ou utilise le tableau d'événements).
Les cases "carottes"
Lorsqu'un joueur se trouve au début de son tour sur une case carottes, il peut décider d'y rester ; il doit alors prendre ou rendre 10 carottes.
Les cases chiffres
On ne gagne rien en arrivant sur une case numérotée. Lorsqu'un joueur se trouve au début de son tour sur une case numérotée et qu'il occupe dans la course une place égale à ce numéro, il gagne un nombre carottes égal à son rang multiplié par 10. Par exemple, si vous êtes sur une case "3" au début de votre tour et que vous êtes actuellement troisième, vous gagner 30 carottes. Il est important de prévoir la place relative des autres joueurs pour profiter au mieux des cases numérotées.
Les cases "salade"
Un joueur qui arrive sur une case salade devra y passer un tour complet pour manger sa salade et ne repartira qu'au tour suivant. Il gagne en échange un nombre carotte variable selon la version du jeu.
Les cases "tortue"
On ne peut qu'y reculer.

### Fin de la partie
L'arrivée de la course
L'arrivée est le dernier fanion sur le plateau de jeu (il représente la couronne du vainqueur). Il
compte en tant que dernière case. Le gagnant est celui qui passe le premier la ligne d'arrivée après
s'être débarrassé de toutes ses cartes "salade". Mais attention, le premier joueur qui passe la ligne
d'arrivée ne doit pas posséder plus de 10 carottes... Le 2e plus de 20 carottes... Le 3e plus de
30 carottes etc.
Attention
Les joueurs qui ont terminé la course gardent leur place de classement. Ceci est important pour les
autres joueurs qui sont, par exemple, sur une case "chiffre", ou "fanion", ou "salade", et pour les
instructions données sur certaines cartes "lièvre".
De plus, et lorsqu'un joueur se trouve sur les quatre dernières cases avant l'arrivée: il ne peut plus
avancer s'il a encore trop de carottes... Il recule alors jusqu'à une case "tortue", et si la dernière
case tortue est occupée, il doit reculer jusqu'à ce qu'il atteigne une case "tortue" libre. Il prend alors
le nombre de carottes correspondant.

### Le hasard
Le hasard est volontaire ! Un joueur qui s'arrête sur une case lièvre décide de laisser le hasard intervenir. Selon les versions, soit il tire une carte, soit il tire un dé ou une carte numérotée et se reporte à un tableau. Cette dernière formule qui était celle de la toute première version ainsi que de la version Abacus est plus compliquée mais aussi plus "sociale" : elle favorise les derniers et pénalise les premiers.
Selon les cas, le joueur pourra gagner ou perdre des places, gagner ou perdre une salade, rejouer ou au contraire passer un tour.

### Règle du jeu pour deux joueurs
Chaque joueur reçoit 2 pions, 5 cartes "salade" et 98 cartes "carottes".
Ils jouent à tour de rôle, mais avec un seul pion à la fois, choisissant à chaque fois avec lequel ils jouent sauf si un des pions est soumis à une "pénalité", par exemple, s'il doit manger une salade ou passer un tour à la suite de la malchance.
Le gagnant est celui qui amène, après avoir mangé ses 5 salades, le premier ses deux pions à l'arrivée. le reste des règles est identique.

## Récompense
- Spiel des Jahres  1979